# Плен-д'Аржансон
Плен-д'Аржансон (фр. Plaine-d'Argenson) — муніципалітет у Франції, у регіоні Нова Аквітанія, департамент Де-Севр. Плен-д'Аржансон утворено 1 січня 2018 року шляхом злиття муніципалітетів Бельвіль, Буассероль, Приссе-ла-Шаррієр i Сент-Етьєнн-ла-Сігонь. Адміністративним центром муніципалітету є Приссе-ла-Шаррієр. Населення — 984 особи (01.01.2021).